# Jüdische Gemeinde Bern

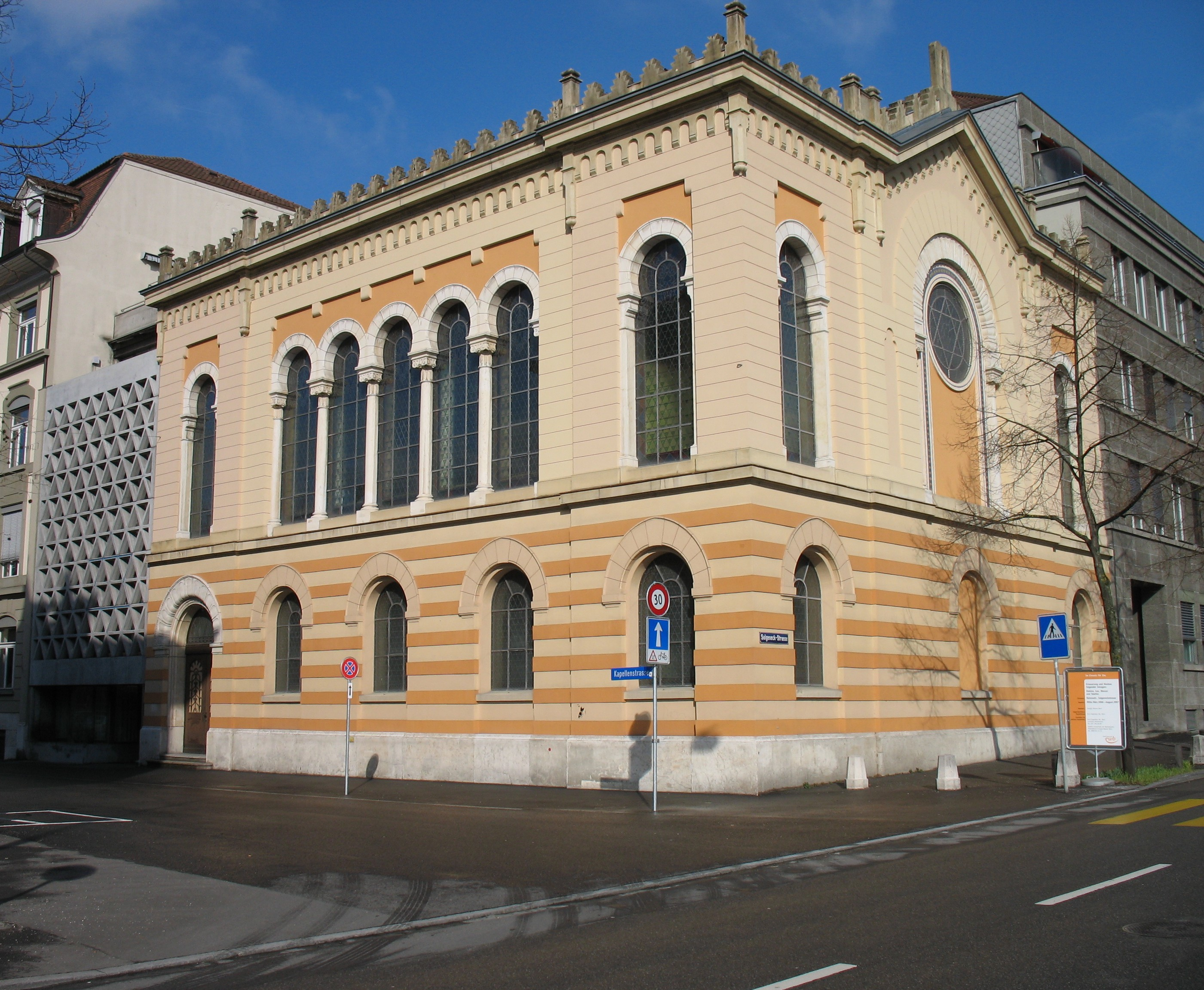
Berner Synagoge mit angebautem Gemeindehaus

Die Jüdische Gemeinde Bern (JGB) ist die als öffentlich-rechtlich anerkannter Verein organisierte Religionsgemeinschaft der Juden von Bern und Umgebung.
Sie wurde unter dem Namen Corporation der Israeliten in Bern 1848 von Juden aus dem Elsass gegründet, konstituierte sich 1867 neu als Cultusverein der Israeliten in Bern und nannte sich seit 1908 Israelitische Kultusgemeinde Bern. Da die Aufgaben der Gemeinde bald weit über die Kultfeier hinausgingen, fiel 1973 der Ausdruck «Kultus». 1982 wurde «israelitisch», das oft mit «israelisch» verwechselt wird, durch «jüdisch» ersetzt.
Seit 1996 ist die Jüdische Gemeinde Bern – wie auch diejenige von Biel/Bienne – im Kanton Bern öffentlich-rechtlich anerkannt und hat rund 340 Mitglieder. Sie ist als sogenannte Einheitsgemeinde organisiert und gemäss ihrem Leitbild «offen und tolerant gegenüber allen jüdisch-religiösen Ausrichtungen». Die Jüdische Gemeinde Bern ist Mitglied des Schweizerischen Israelitischen Gemeindebundes (SIG).

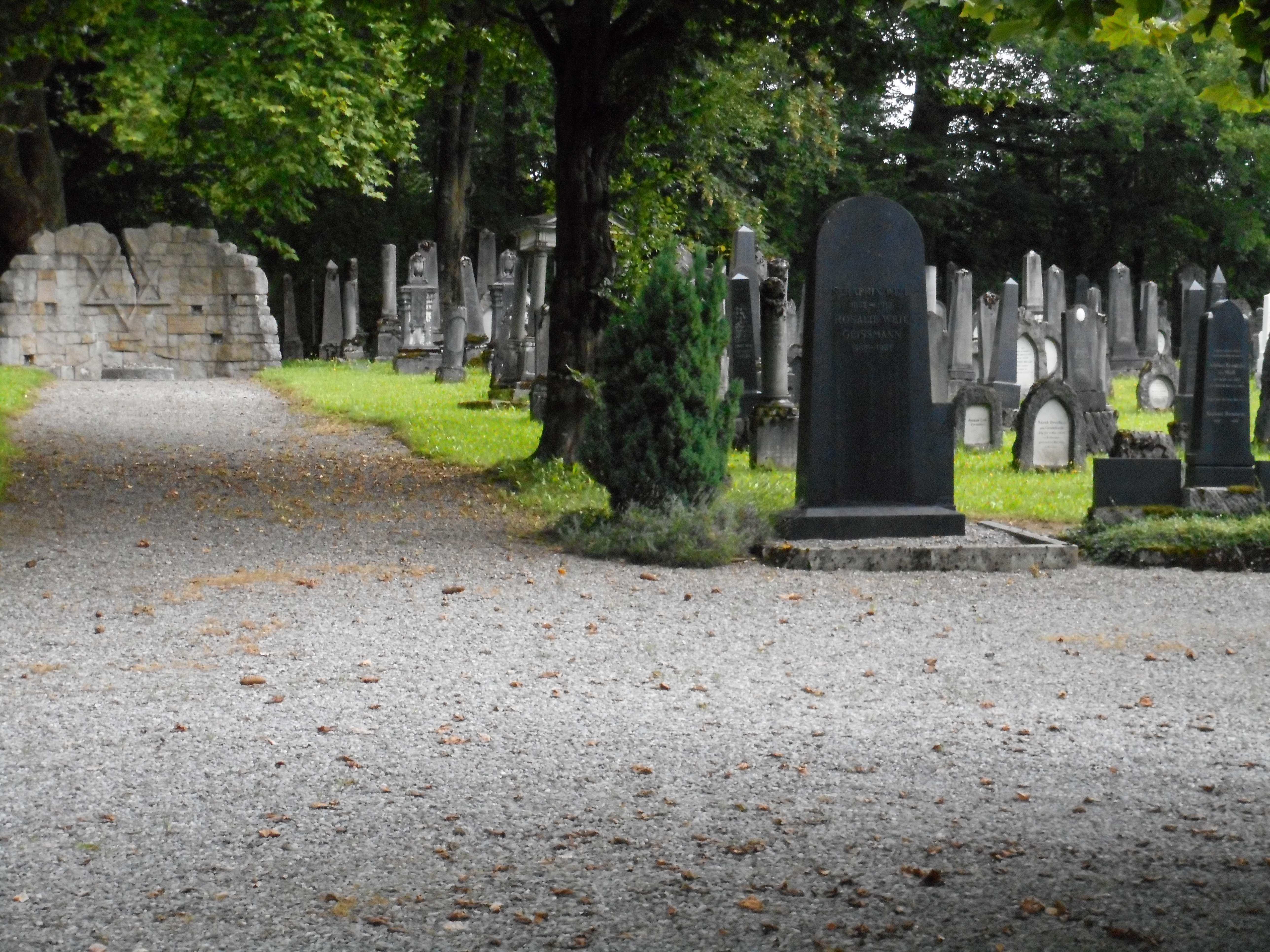
Jüdischer Friedhof Bern

Mittelpunkt der Gemeinde ist die 1906 eingeweihte, 1971 durch ein Gemeindehaus erweiterte Berner Synagoge an der Kapellenstrasse 2. Die Gemeinde besitzt einen eigenen Friedhof, den 1871 eingeweihten Jüdischen Friedhof Bern an der Papiermühlestrasse.

## Juden in Bern
Eine jüdische Gemeinde gab es in Bern bereits im Mittelalter. Nach diversen Pogromen wurden die Juden bis 1427 jedoch vollständig aus Bern vertrieben. Eine wichtige Rolle spielte dabei die Ritualmordlegende um den 1294 verstorbenen Knaben Rudolf von Bern, der im Berner Münster als Märtyrer verehrt wurde. Die auf Karl Howald zurückgehende Theorie, dass die Brunnenfigur des Kindlifresserbrunnens wegen ihres an einen Judenhut erinnernden spitzen Hutes einen Juden darstellen soll, ist jedoch höchstwahrscheinlich falsch.

Anna Tumarkin

Die erste Frau, die an der Universität Bern habilitiert wurde, war 1898 die russisch-jüdische Philosophin Anna Tumarkin (1875–1951). 1906 wurde sie Honorarprofessorin und 1908 Extraordinaria und damit die erste Professorin Europas, welche das Recht hatte, Doktoranden und Habilitanden zu prüfen und im Senat Einsitz zu nehmen. 1911 erhielt sie das Schweizer Bürgerrecht.
In einem Gerichtsprozess (dem sogenannten «Berner Prozess»), der zwischen 1933 und 1935 in Bern stattfand, wurden die Protokolle der Weisen von Zion zur Schundliteratur erklärt und deren Herausgeber zu einer Geldstrafe verurteilt. Das Urteil vom Mai 1935 wurde jedoch im November 1937 aus formaljuristischen Gründen vom Berner Obergericht kassiert. Als Sachverständiger war am damaligen Prozess Carl Albert Loosli beteiligt, der den Antisemitismus bereits 1927 in der Schrift Die schlimmen Juden! bekämpft hatte.
Eng mit der neueren Geschichte Berns verbunden ist auch das Warenhaus Loeb. Es geht auf ein Modegeschäft an der Spitalgasse 32 zurück, das am 9. September 1881 durch die vier aus Süddeutschland stammenden Brüder David, Julius, Louis und Eduard Loeb eröffnet und 1899 von David Loeb (1843–1915) zusammen mit seiner Frau Fanny (1854–1937) in das heutige Gebäude an der Spitalgasse 47/49 überführt wurde. Der sogenannte Loebegge beim Eingang des Warenhauses ist der beliebteste Treffpunkt in der Stadt Bern.